# Редфилд (Тексас)
Редфилд (енгл. Redfield) насељено је место без административног статуса у америчкој савезној држави Тексас.

## Демографија
По попису из 2010. године број становника је 441.
| Група             | 2000.    | 2010.       |
| Белци             | 0 (0,0%) | 298 (67,6%) |
| Афроамериканци    | 0 (0,0%) | 53 (12,0%)  |
| Азијати           | 0 (0,0%) | 0 (0,0%)    |
| Хиспаноамериканци | 0 (0,0%) | 87 (19,7%)  |
| Укупно            | 0        | 441         |